# Albert Roelofs

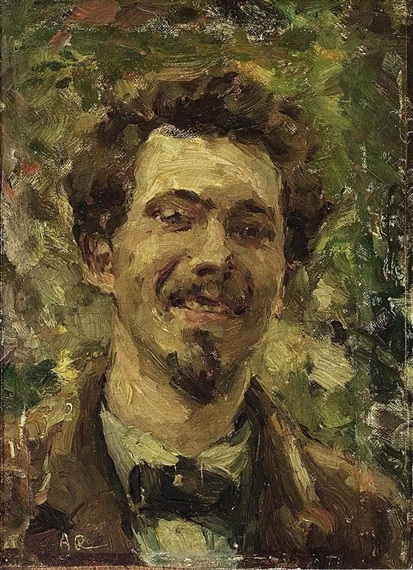
Selbstporträt

Otto Willem Albertus Roelofs (* 5. September 1877 in Brüssel; † 31. Dezember 1920 in Den Haag) war ein niederländischer Genremaler, Aquarellist, Zeichner und Lithograph des Impressionismus. Sein Vater war der berühmte Landschaftsmaler Willem Roelofs.

## Leben und Werk
Albert Roelofs wurde am 5. September 1877 in Brüssel geboren. Sein Vater Willem Roelofs (1822–1897) war zu dieser Zeit ein bedeutender Maler und hat die impressionistische Malerei der Niederlande maßgeblich beeinflusst. Albert Roelofs lebte und arbeitete von 1893 bis 1920 in Brüssel, Paris und Den Haag.
Roelofs lernte an der Koninklijke Academie van Beeldende Kunsten (Den Haag) und mit Victor Olivier Gilsoul (1867–1939) an der Académie Julian (Paris). Er wird der Zweiten Generation der Haager Schule zugeordnet.
Königin Wilhelmina und Prinzessin Juliana nahmen mit Albert Roelofs Malunterricht. Seine Motive waren meist Genreszenen, Landschaften, Stillleben, Tiere und Porträts.
Er war Mitglied der Arti et Amicitiae, der Hollandsche Teekenmaatschappij und des Pulchri Studio.
Obwohl Albert Roelofs nicht sehr bekannt ist, werden für seine Werke oft sechsstellige Summen bezahlt. Dies liegt mit großer Sicherheit an seinen gefälligen Motiven.

## Werke (Auswahl)

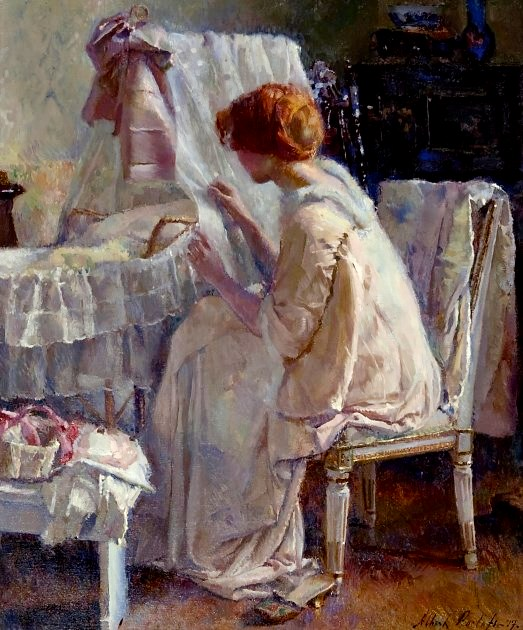
Das Kind schläft
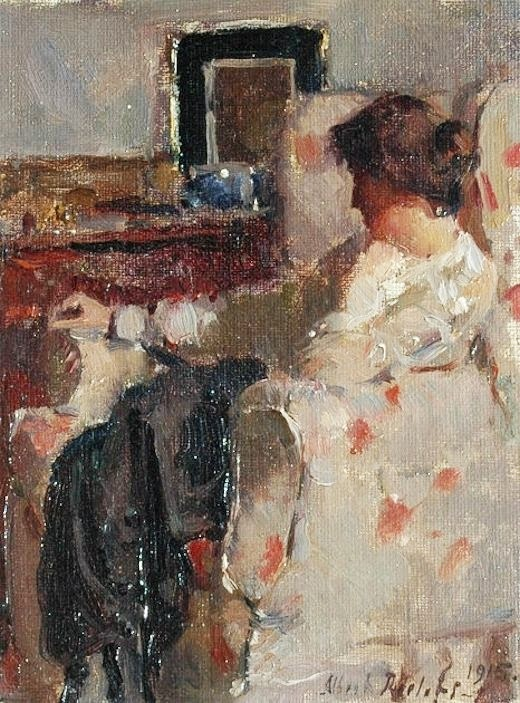
Tsjieke, Frau des Künstlers
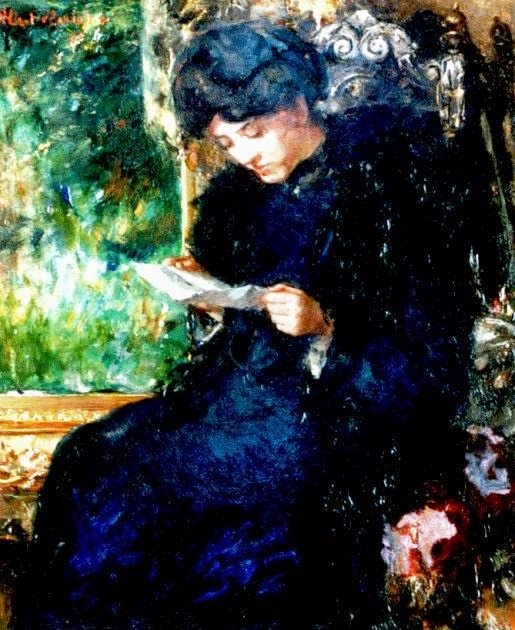
Der Brief
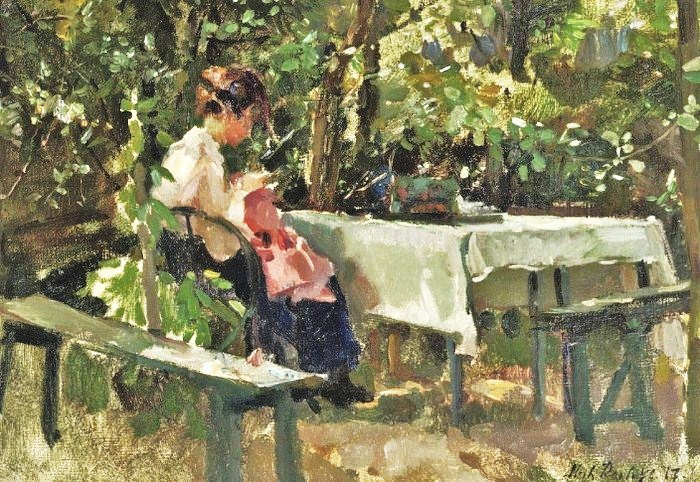
Nähen im Garten

## Bibliographie
- Jan Juffermans, Joop Breeschoten: Albert Roelofs, 1877–1920. Scheen, Den Haag 1982.